# Dark 'n' Stormy
Il Dark 'n' Stormy è un cocktail preparato con rum scuro (dark rum, in inglese) e ginger beer (da cui l'aggettivo stormy, "burrascoso"), a cui a volte viene aggiunto succo di lime.
È l'unico drink il cui nome è un marchio registrato, appartenente alla Gosling Brothers Ltd, un'azienda produttrice di rum, che dichiara di averlo inventato nell'arcipelago di Bermuda poco dopo la prima guerra mondiale. Dal 2011 è un cocktail ufficiale IBA.

## Storia e dispute sul nome

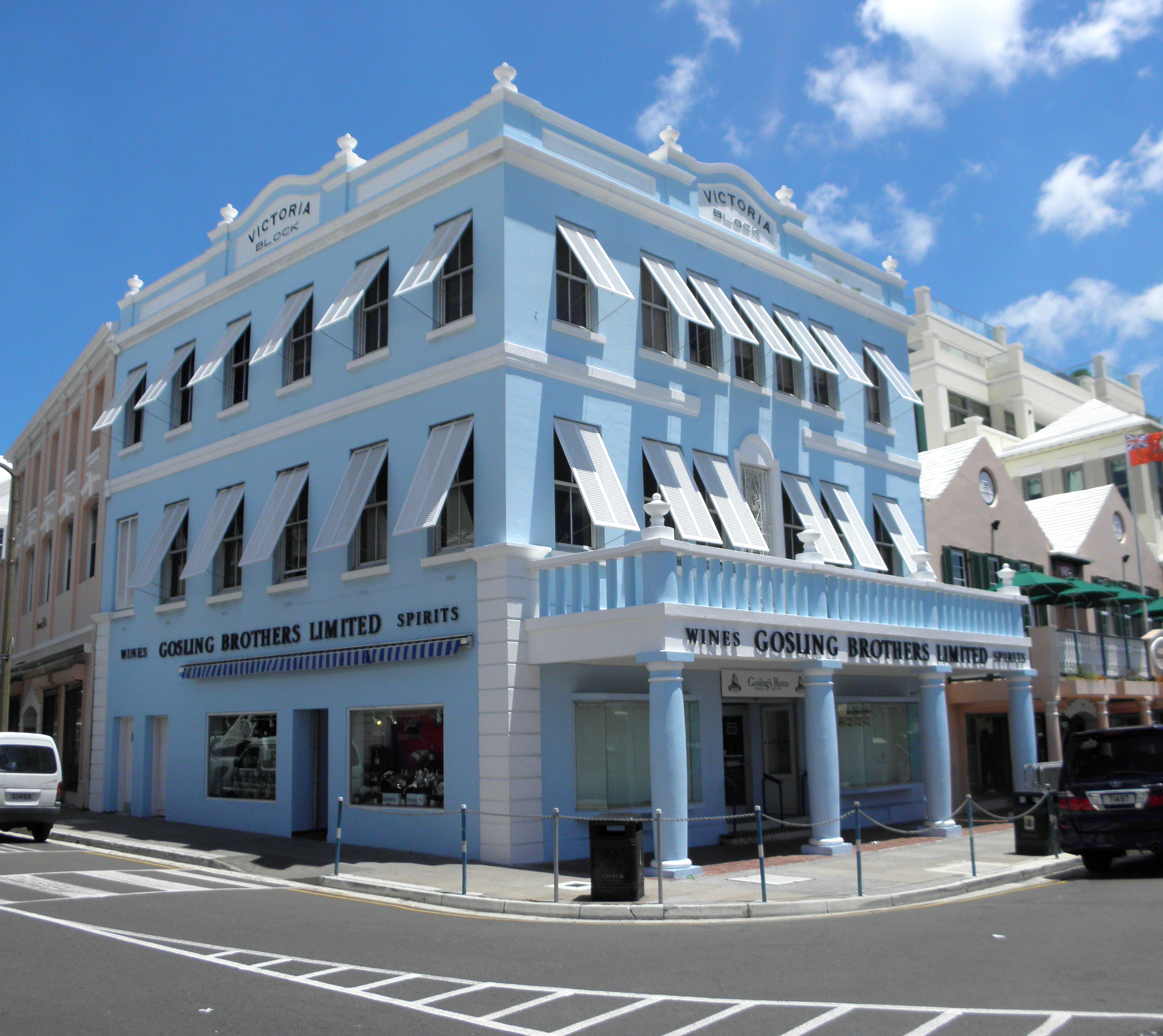
Sede della Gosling Brothers Ltd a Hamilton, in Bermuda

Negli Stati Uniti d'America, "Dark 'n' Stormy" è un marchio registrato dell'azienda di Bermuda Gosling Brothers Ltd dal 1991. Gosling Brothers ha registrato il marchio per impedire che venisse venduto un cocktail sotto il nome "Dark 'N Stormy" a meno che non contenesse il rum prodotto dall'azienda, il Gosling Black Seal.
Il nome registrato da Gosling Brothers possiede un solo apostrofo ('N), mentre la versione proposta dall'International Bartenders Association utilizza due apostrofi nel nome ('n'). A causa del rischio di contenzioso con il prodotto commercializzato da Gosling Brothers, alcuni autori utilizzano variazioni sul nome del prodotto per riferirsi a cocktail simili, ad esempio "Safe Harbor".

## Composizione

### Ingredienti
Secondo la ricetta ufficiale IBA del 2011, la ricetta del cocktail prevede i seguenti ingredienti:
- 6 cl di rum gosling
- 10 cl di ginger beer

### Preparazione
Riempire un bicchiere di tipo highball con ghiaccio e versare il ginger beer, dopodiché aggiungere il rum con tecnica floating per creare il classico effetto layers. Decorare con una fetta di lime.